# Silver Stadium
Het Silver Stadium is de naam van een multifunctioneel stadion in Lilongwe, de hoofdstad van Malawi. Het wordt voornamelijk gebruikt als thuishaven van de voetbalclub Silver Strikers.